# Rubindi (periodiskt vattendrag i Burundi)
Rubindi är ett periodiskt vattendrag i Burundi.   Det ligger i provinsen Makamba, i den sydvästra delen av landet, 100 kilometer söder om huvudstaden Bujumbura.
Omgivningarna runt Rubindi är en mosaik av jordbruksmark och naturlig växtlighet. Runt Rubindi är det ganska tätbefolkat, med 214 invånare per kvadratkilometer.